# トライオン川
トライオン川（トライオンがわ、英語: Tryon Creek）は、延長7.81キロメートル (4.85 mi)のアメリカ合衆国オレゴン州内を流れるウィラメット川の支流である。コロンビア川水系に属し、その流域面積はおよそ16.8平方キロメートル (6.5 sq mi) で、クラカマス郡とマルトノマ郡にまたがっている。川はテュアラティン山地（ウェスト・ヒルズ）から南東に流れ出し、ポートランドのマルトノマ地区とトライオン・クリーク州立自然地域を通り抜けて、レイク・オスウィーゴ市でウィラメット川に合流する。公園やオープンスペースのみで流域のおよそ21パーセントをカバーするが、残る大半を戸建て住宅地が占める。流域で最大規模の公園は上述の自然地域で、2つの都市ならびに両郡域にまたがっている。
流域の基盤岩には、始新世に北アメリカプレートが西進した際に付加した、かつての海山列が含まれている。ウェイバリー・ヒルズ層として知られるこの地層は、火山活動に伴う溶岩や火山砕屑物、洪水と浸食による堆積物、そしてシルトの風成層の下に埋もれている。また流域には、ボーリング溶岩原を構成する火山が2つある。
川の名称は19世紀の入植者ソクラテス・ホッチキス・トライオン・シニアに由来する。川はベイスギやベイマツが林立する森林の中を流れていたが、20世紀中葉までオレゴン製鉄社などの手により乱伐の憂き目にあった。1950年代に大規模な公園設立の機運が高まり、1975年の州立公園の開園に結びついた。2005年時点で、流域の37パーセントが森林に覆われ、60種を超える鳥類や小型哺乳類、両生類や魚類が生息している。その時点での流域人口は1万8000人であった。

## 流路
トライオン川はマルトノマ地区を走る州間高速道路5号線 (I-5) およびオレゴン州道99W号線のやや北から始まり、ポートランド近郊の住宅街やマーシャル公園およびトライオン・クリーク州立公園の中を通りながら南西方向に7.81キロメートル (4.85 mi) 流れ、レイク・オスウィーゴ市内でウィラメット川に合流する。水源からさほど離れないうちに、川は連続した３つの暗渠（合計延長79メートル (260 ft)）を抜けて地表に現れたのち、合流点から7.34キロメートル (4.56 mi) 地点よりサウスウェスト30番街の下を通る暗渠を通る。そのすぐ下流で州道99W号線とI-5 の下を抜ける、延長170メートル (560 ft) の暗渠に再び入る。
合流点から6.69キロメートル (4.16 mi) 地点で、右岸側からフォーリング川が合流する。そのすぐ下流でクエイル川とバーリンゲーム川が同じく右岸から流れこむ。マーシャル公園に入ると、川は合流点より5.60キロメートル (3.48 mi) 地点から5.28キロメートル (3.28 mi) 地点の間で、マーシャル・カスケードとよばれる段瀑となり、滝が終わったところでオウル川と合流する。トライオン川の最長支流であるアーノルド川とは、4.31キロメートル (2.68 mi) 地点で右岸側から合流する。そのすぐ下流で長さ46メートル (150 ft) の暗渠に入り、サウスイースト・ブーン・フェリー道路の下を抜ける。
暗渠を抜けるとすぐに、川はトライオン・クリーク州立自然地域に入る。川の右岸に沿うようにノース・クリーク・トレイルが現れると、左岸側からフォース・アヴェニュー川が合流する。ここから左岸側をフォース・アヴェニュー・トレイルが並走を始める。このトレイルはすぐにルイス・アンド・クラーク・トレイルと合流し、そのまま左岸沿いに延びていく。続いて川は公園内で架けられた5つの人道橋のうち最初のハイ・ブリッジをくぐる。この橋には、ミドル・クリーク・トレイルと園内の南北に設けられた二か所の乗馬用周回路を結ぶ乗馬道が通っている。そこから0.32キロメートル (0.20 mi) 下流にビーバー橋が架かっている。ここまでの間、ミドル・クリーク・トレイルは川の右岸側を通っているが、この橋で左岸側に移る。ビーバー橋からさほど距離を置かずに、オールド・マン・トレイルが通るオビーズ橋が架かっている。

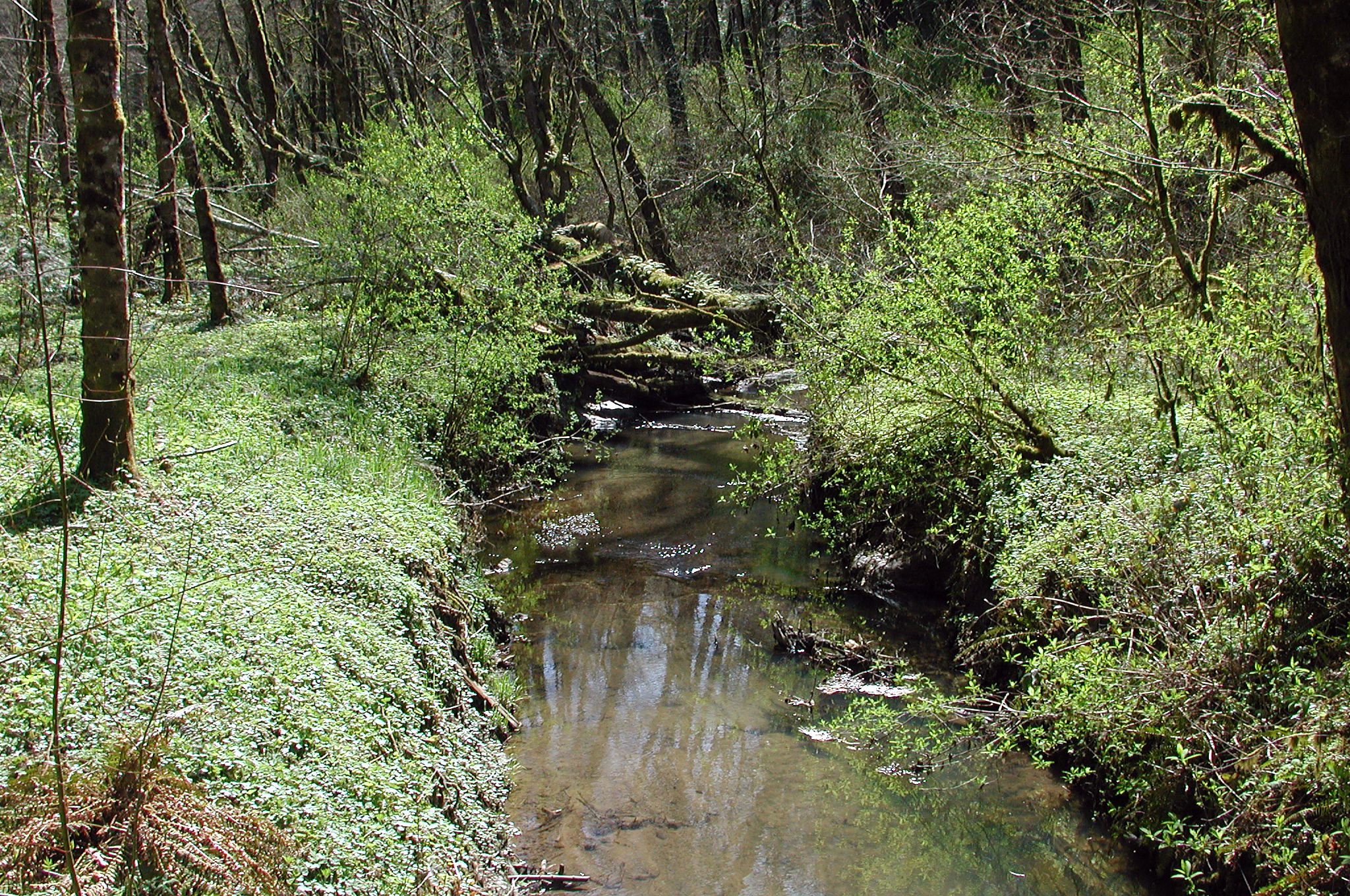
オビーズ橋付近のトライオン川

合流点から2.90キロメートル (1.80 mi)地点で、右岸側からパーク川が合流する。そのすぐ下流にレッド・フォックス・トレイルが通るレッド・フォックス橋が架かる。そこからおよそ0.64キロメートル (0.40 mi) 程、サウス・クリーク・トレイルと概ね平行に流れていく。右岸側からレッド・フォックス川、左岸側からパラティン・ヒル川が合流すると、マルトノマ郡ポートランドを出て、クラカマス郡レイク・オスウィーゴへ入っていく。つづいてアイアン・マウンテン・トレイルが通るアイアン・マウンテン橋をくぐる。合流点から1.71キロメートル (1.06 mi) 地点で、右岸からネトル川が流れ込み、そのすぐ下流の右岸に USGS の流量計が設置されている。ライオン・クリーク州立自然地域を離れる0.39キロメートル (0.24 mi)地点で、川はオレゴン州道43号線の下を通り抜ける長さ61メートル (200 ft) の暗渠を通り、そのすぐ後で、ユニオン・パシフィック鉄道の線路をくぐる。それ以降、川は右岸側のレイク・オスウィーゴ市と、左岸側のクラカマス郡の非法人地域であるブライアーウッドの境界を流れていく。右岸側にトライオン・クリーク下水処理場を望みながら、コロンビア川よりおよそ32キロメートル (20 mi) 上流でウィラメット川に合流する。

### 流量
2002年以降、USGS はトライオン川の合流点より1.6キロメートル (1 mi) 上流で流量観測を行っている。この観測点より上流側の流域面積は16.27平方キロメートル (6.28 sq mi) で、全体の97パーセントに当たる。2002年から2011年までの平均流量は0.25立方メートル毎秒 (8.72 cu ft/s) だった。この間に記録された最大流量は、2010年12月9日の34立方メートル毎秒 (1,210 cu ft/s)、最小流量は2002年9月4日と5日、12日に記録された0.0025立方メートル毎秒 (0.09 cu ft/s)であった。

## 地質

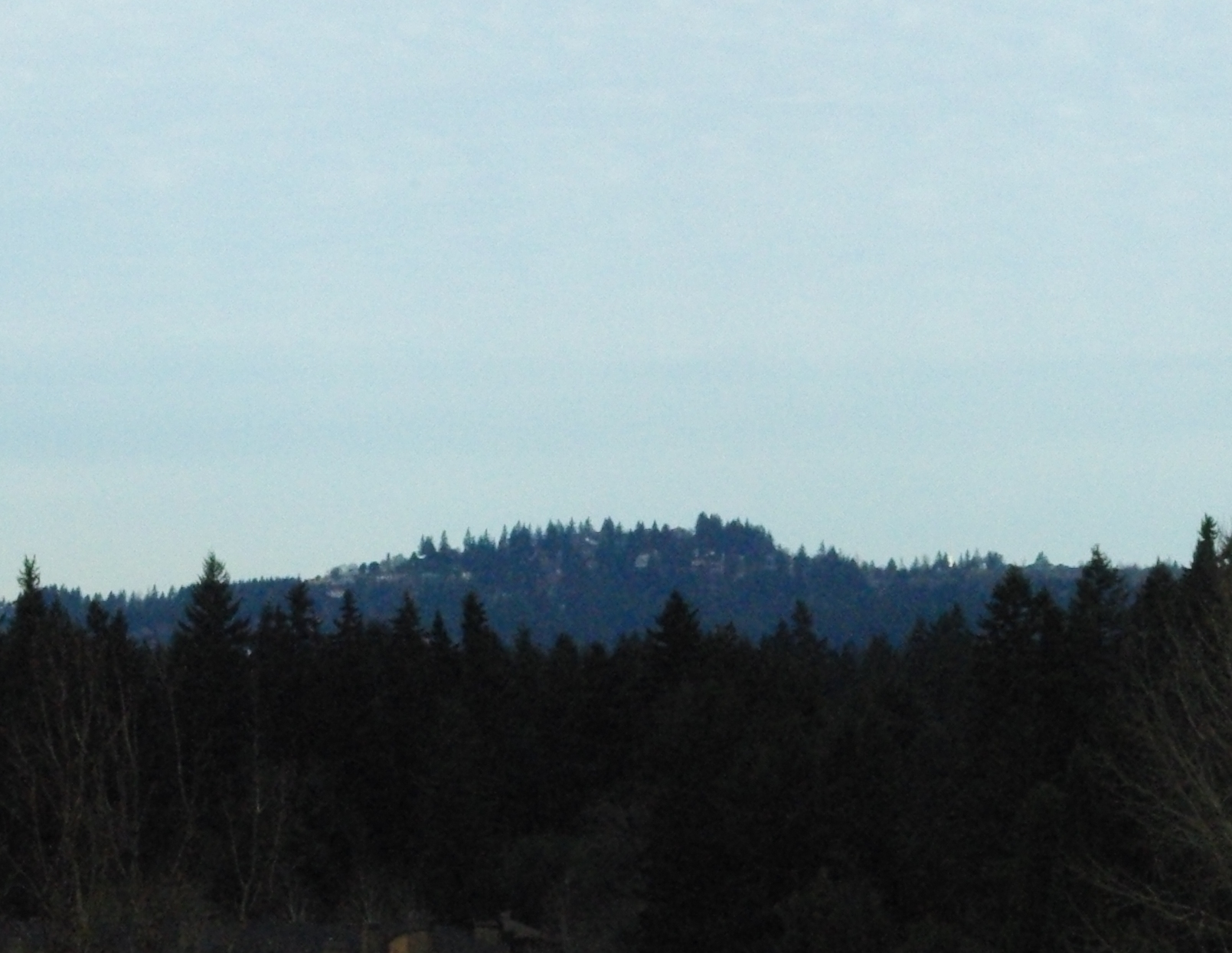
テュアラティンから望む、トライオン川流域の南西にあるシルヴァニア山

1億5000万年前、未だオレゴンの大地は存在していなかった。プレートテクトニクスの働きにより北アメリカとヨーロッパが分離し、北アメリカが西方に移動し始めると、数百万年をかけて、島や岩礁など海洋プレート上の地層を大陸の地下に取り込んでいき、それがやがて太平洋岸北西部を形作っていった。始新世に北アメリカプレートが最後に付加した地層の一部が、トライオン川流域の地下に眠っている。この層はもともと海山列を構成しており、3400万年前までに隆起してオレゴン海岸山脈とテュアラティン山地（ウェスト・ヒルズ）を形成した。この地層を構成する玄武岩の最も東にある露頭は、ウィラメット川対岸のミルウォーキー近郊に位置するウェイバリー・ハイツにあり、そこからトライオン・クリーク州立自然地域の地下へと続いている。
中期中新世の1600万年前から1500万年前の間に、オレゴン州東部からワシントン州東部にかけての火山群からコロンビア川洪水玄武岩の噴出が幾度も発生し、オレゴン州北部の大部分を埋め、往々にして太平洋まで届いていた。この玄武岩層は、ウェスト・ヒルズのマルカム・ヒルやホイト植物園、フォレスト・パークの急斜面で見ることができるが、ウェイバリー・ヒルズ層がトライオン川流域を完全に覆うことはなかった。
およそ300万年前に始まり、少なくとも後期更新世まで続いた地殻の伸長性断層運動により、ボーリング火山域で小規模火山の噴火が相次いだ。この火山域は概ね、西がポートランドやテュアラティンからワシントン州バトル・グラウンド、北がサンディ、東がボーリングまで広がっている。トライオン川流域のシルヴァニア山とクックズ・ビュートがこの火山域に含まれる。シルヴァニア山の噴火により噴出した火山砕屑物と溶岩が、ウェイバリー・ヒルズ層とコロンビア川洪水玄武岩の一部を覆っている。
およそ1万5000年前、アイダホ州北部のクラーク・フォークでミズーラ洪水あるいはブレッツ洪水と呼ばれる大規模な氷河湖決壊洪水が複数回発生し、そのたびにコロンビア川流域は浸水に見舞われた。洪水は大量の瓦礫と土砂を堆積させ、ウィラメット・バレーに新たな氾濫原を創り出した。それぞれの洪水は十分な期間をおいて発生したため、乾燥した風がシルトを堆積させた。トライオン川流域で標高90メートル (300 ft)以上の領域ではシルトの風成層が溶岩を覆い、それよりも低地では砂礫が岩盤を覆っている。

## 歴史
マルトノマとクラカマスの両郡は、いずれも19世紀にヨーロッパから入植者が到来する以前にこの地域に居住していたアメリカ先住民の部族名に由来する。考古学的証拠によれば、1万年前にはカスケード山脈のオレゴン州北部地域に先住民が居住していたことが判明している。3000年前から2000年前までに、トライオン川との合流点から8キロメートル (5 mi) 上流で、東側からウィラメット川に流れ込んでいるクラカマス川の流域を、クラカマス族は縄張りとしていた。彼らはコロンビア川のセリロ滝から太平洋に至るまでの沿川に居住していたチヌーク語を話す先住民の一派で、クラカマス族の領域にはウィラメット川のウィラメット滝より下流部が含まれていた。1806年にルイス・クラーク探検隊がこの地域を訪れた時、クラカマス族の人口はおよそ1,800人で、11の集落を構えていた。天然痘やマラリア、麻疹といった伝染病の猖獗により、1851年までに人口が88人まで減少し、1855年に部族は彼らの郷土を明け渡す条約にサインすることとなった。もう一つのチヌーク語を用いる部族であるマルトノマ族は、トライオン川の合流点から約27キロメートル (17 mi) 下流にあるソーヴィー島に居を構えていた。ルイス・クラーク探検隊の推定によると、1806年時点で部族人口は800名で、島内に5つの集落を構えていたが、彼らも同じように疾病で19世紀後半には絶滅寸前に追い込まれていた。
1850年、ヨーロッパからの入植者ソクラテス・ホッチキス・トライオン・シニアが、トライオン川の渓谷の南端にある土地を供与地請求法により取得した。その5年後に彼は亡くなり、地所を妻のフランシスに残した。その後、土地の所有権はソクラテス・トライオン・ジュニアを始めとする親族の手を経て、1874年にオレゴン製鉄社へ261ヘクタール (645エーカー)もの土地が売却された。それから概ね25年にわたって、会社は流域に広がるベイスギやベイマツの原生林を伐採し、レイク・オスウィーゴにあった鋳物工場へ運び込んだ。この際に用いられた林道が、現在のトライオン・クリーク州立自然地域にあるオールド・アイアン・マウンテン・トレイルである。1900年には渓谷の上流域で山火事が発生し、今も被害にあった枯れ木を保護区内のセンター・トレイルとビッグ・ファー・トレイル沿いで目にすることができる。
1912年、ブーンズ・フェリー・ウッド・アンド・タイ会社が後のアルフレッド通り付近に拠点を築き、渓谷の北部で伐採を再開した。製材所とスチームドンキーが、ビーバー橋とオビーズ橋付近に設けられた。出荷された材木は枕木や薪、旗竿として利用され、園内には巨大なベイスギの切株が残されている。伐採は断続的に1961年まで続き、翌年には残されていた木々もコロンブス・デー・ストームによりなぎ倒された。
1950年代に、川沿いに公園を設立しようとする地元の取り組みが始まった。1969年、マルトノマ郡当局は大規模な地域公園を整備する手始めとして、18ヘクタール (45エーカー) の土地を購入し、計画に対する市民の支援を求めた。この動きが市民団体フレンズ・オブ・トライオン・クリーク・パークの設立に繋がり、資金調達と用地買収の手続きを支援し、2つの郡と2つの市にまたがる管轄の調整に取り組み、州からの支援を呼び込んだ。1970年、当時のオレゴン州知事トム・マッコールは、トライオン・クリーク州立公園の設立を発表した。
その後の数年間に、州政府は連邦政府からの補助金を含めて約300万ドルを用意し、240ヘクタール (600エーカー) 余りの土地を購入した。市民団体と州政府は共同で公園の設計や更なる資金の調達に取り組み、1973年には300人を超えるボランティアの手によりトレイルが切り開かれ、1975年までにネイチャー・センターと避難小屋が完成した。公園は1975年7月1日に正式に開園し、後日「トライオン・クリーク州立自然地域」へ改名した。

## 植生と野生動物

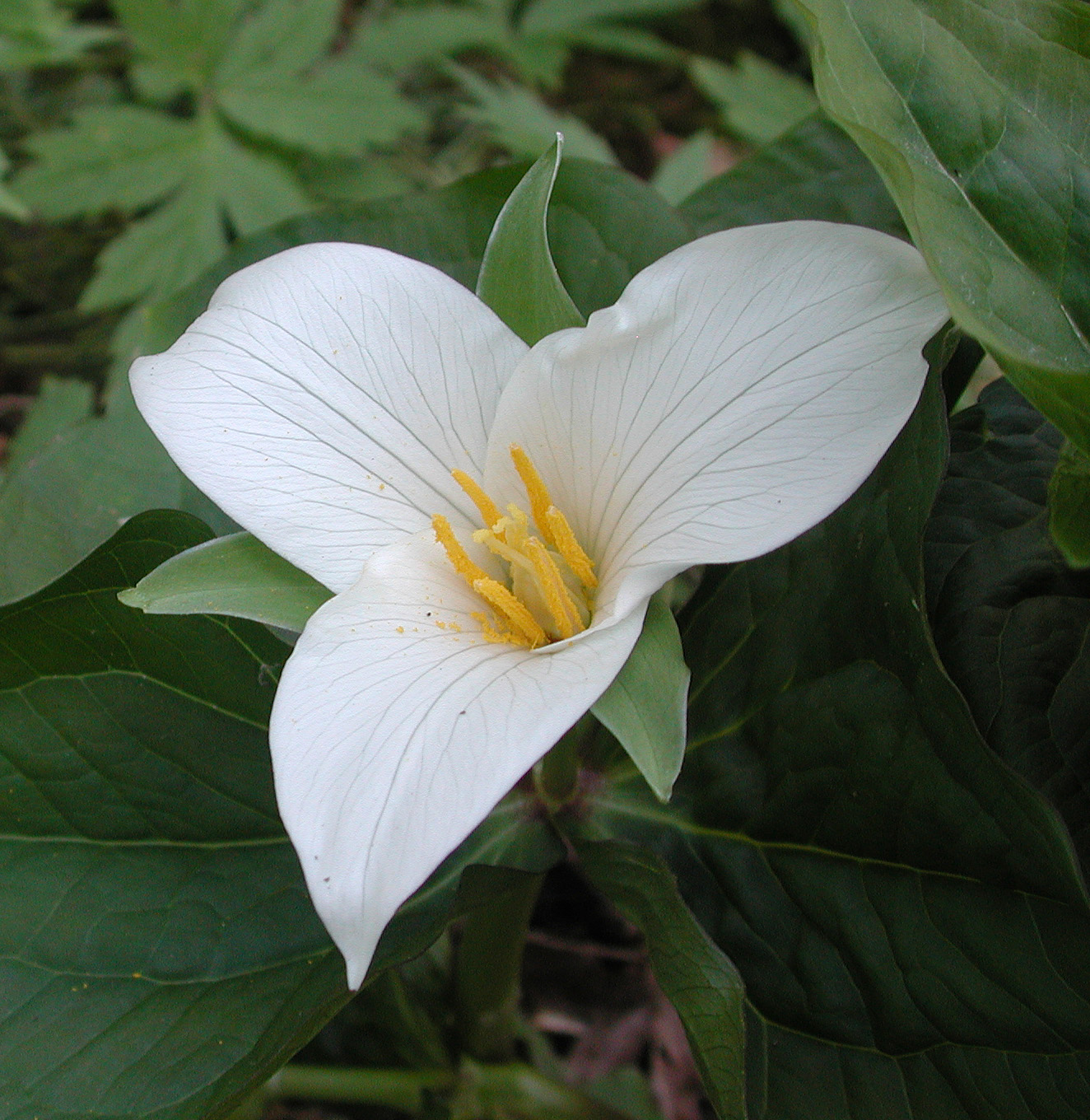
トライオン・クリーク州立自然地域に繁茂するウェスタン・トリリウム。

流域の37パーセントは木々に覆われている。主な樹木は、アメリカアカハンノキやヒロハカエデ、ベイマツ、ベイスギ、アメリカツガである。州立自然地域に広がる森林では、下生えとして、さまざまなエンレイソウが繁茂しており、毎年春には園内でトリリウム・フェスティバルが開催される。また園内にはフリンジカップなどの野草が90種確認できる。州域の多くの場所で、セイヨウキヅタやヒマラヤンブラックベリー、セイヨウヒイラギ、ニンニクガラシ、Clematis ligusticifoliaなどの外来種が確認されている。
自然地域内のうち下流側の水辺や氾濫原の環境は比較的健全で、マーシャル公園内ではほぼ人手が入っていないが、住宅地に囲まれた上流域では最低限しか残されていない。アーノルド川では幅30メートル (100 ft)に渡って水辺環境が良好に保たれているのに対し、住宅に囲まれたフォーリング川の川辺は壊滅的である。在来種が駆逐され環境が悪化した領域では、浸食や川岸の崩壊、土砂の堆積、木陰の欠如、水温の上昇といった悪影響がみられる。
トライオン川は、ポートランド都市圏においてニジマスが遡上する数少ない河川の一つであり、ギンザケの放卵も確認されている。2002年に行われたオレゴン州魚類野生生物局の調査によると、年間を通じてギンザケやチヌークサーモン、ニジマス、コースタル・カットスロート・トラウトが川の様々な場所で確認されているが、個体数は限られている。多くても2002年の春に確認されたニジマスの53匹止まりであった。ウチダザリガニはかなりの個体数が確認されている。アメンボが流域内の水たまりでよく観察される。流域ではクーパーハイタカやオオアオサギ、カワセミ、トウヒチョウ、レンジャク、ミソサザイをよく目にすることができる。カエルやサンショウウオ、ヘビ、カメなども同様である。

## 公園

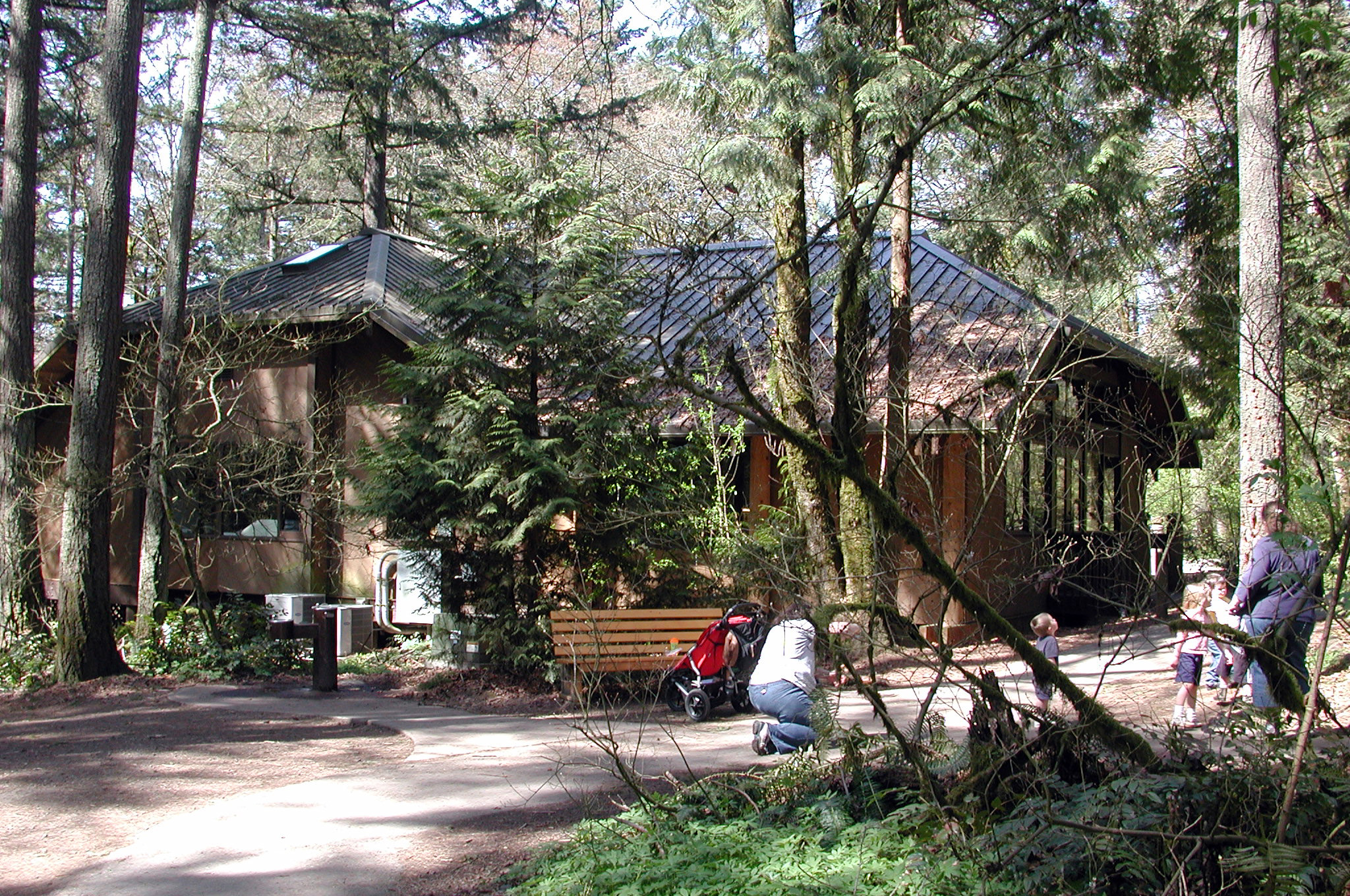
トライオン・クリーク州立自然地域のネイチャー・センター

トライオン川流域にある公園として筆頭に挙げられるのは、州立公園で唯一都市部に存在するトライオン・クリーク州立自然地域である。その面積は250ヘクタール (630エーカー) で、流域内の他の公園をはるかに上回る。
この自然地域の東端にはテルヴィーガー通りに沿って、ポートランドの都市圏を巡る緑道網である40マイル・ループの一環をなす、延長8キロメートル (5 mi) の自転車道が通っている。乗馬愛好者向けに、園内には延長8キロメートル (5 mi) の乗馬道が設けられている。ハイキング用途に、上記に加えて総延長がおよそ13キロメートル (8 mi) に及ぶトレイルが活用できる。およそ0.56キロメートル (0.35 mi) の周回トレイルは舗装され、水飲み場や案内板も整備されており、車椅子でも利用可能だ。園内にあるネイチャー・センターには、ギフトショップや大きな教室、展示用スペースに児童向けの遊技場が備わっている。流域内のシルヴァニア山北西に広がる丘陵部を横切る峡谷沿いに、およそ11ヘクタール (26エーカー)の改変された自然地域であるマーシャル公園が広がる。園内のアメニティとしては、ハイキング・コースや遊び場、ピクニック用テーブル、滝、川を横切る石橋などが挙げられる。他には面積6ヘクタール (15エーカー) の自然地域であるウェスト・ポートランド公園、フォーリー＝バルマー自然地域、面積7ヘクタール (17エーカー) のマリカラ公園などがある。Metro には、流域でさらに用地を取得し公園を整備する計画がある。